# Chặng đua MotoGP Aragon 2020
Chặng đua MotoGP Aragon 2020 (tên chính thức 2020 Gran Premio Michelin de Aragón) là chặng đua thứ 10 của mùa giải MotoGP 2020. Chặng đua được tổ chức ở trường đua MotorLand Aragón, Tây Ban Nha từ ngày 16 đến 18 tháng 10 năm 2020. Người chiến thắng là Alex Rins của đội đua Suzuki.

## Diễn biến chính
Valentino Rossi do bị mắc bệnh covid-19 nên không thể tham gia chặng đua này.
Ở những vòng đầu, người dẫn đầu là Maverick Vinales, tuy nhiên tay đua Yamaha tỏ ra hụt hơi ở nửa cuối cuộc đua, nên đã bị ba tay đua khác đẩy khỏi bục podium.
Alex Rins là người đầu tiên vượt được Vinales ở vòng 8, từ đó thì anh giữ vững vị trí dẫn đầu cho đến khi cán đích. Đây là chiến thắng đầu tiên trong mùa giải 2020 của Rins. Hai người khác đã vượt được Vinales là Alex Marquez (về nhì) và Joan Mir (về ba).
Fabio Quartararo là người giành được vị trí xuất phát đầu tiên nhưng tay đua người Pháp không có được tốc độ tốt ở trong cuộc đua chính, để bị tụt xuống tận P18 nên không có thêm được điểm số nào và bị mất luôn vị trí số 1 trên BXH tổng vào tay Joan Mir. Tay đua của đội Suzuki có 121 điểm.

## Kết quả
| Stt                         | Số xe | Tay đua           | Xe      | Lap | Thời gian | Xuất phát | Điểm |
| --------------------------- | ----- | ----------------- | ------- | --- | --------- | --------- | ---- |
| 1                           | 42    | Álex Rins         | Suzuki  | 23  | 41:54.391 | 10        | 25   |
| 2                           | 73    | Álex Márquez      | Honda   | 23  | +0.263    | 11        | 20   |
| 3                           | 36    | Joan Mir          | Suzuki  | 23  | +2.644    | 6         | 16   |
| 4                           | 12    | Maverick Viñales  | Yamaha  | 23  | +2.880    | 2         | 13   |
| 5                           | 30    | Takaaki Nakagami  | Honda   | 23  | +4.570    | 7         | 11   |
| 6                           | 21    | Franco Morbidelli | Yamaha  | 23  | +4.756    | 4         | 10   |
| 7                           | 4     | Andrea Dovizioso  | Ducati  | 23  | +8.639    | 13        | 9    |
| 8                           | 35    | Cal Crutchlow     | Honda   | 23  | +8.913    | 3         | 8    |
| 9                           | 43    | Jack Miller       | Ducati  | 23  | +9.390    | 5         | 7    |
| 10                          | 5     | Johann Zarco      | Ducati  | 23  | +9.617    | 16        | 6    |
| 11                          | 33    | Brad Binder       | KTM     | 23  | +13.200   | 14        | 5    |
| 12                          | 44    | Pol Espargaró     | KTM     | 23  | +13.689   | 12        | 4    |
| 13                          | 41    | Aleix Espargaró   | Aprilia | 23  | +14.598   | 9         | 3    |
| 14                          | 27    | Iker Lecuona      | KTM     | 23  | +15.291   | 15        | 2    |
| 15                          | 9     | Danilo Petrucci   | Ducati  | 23  | +15.941   | 8         | 1    |
| 16                          | 88    | Miguel Oliveira   | KTM     | 23  | +18.284   | 18        |      |
| 17                          | 6     | Stefan Bradl      | Honda   | 23  | +20.136   | 21        |      |
| 18                          | 20    | Fabio Quartararo  | Yamaha  | 23  | +21.498   | 1         |      |
| 19                          | 38    | Bradley Smith     | Aprilia | 23  | +25.300   | 19        |      |
| 20                          | 53    | Tito Rabat        | Ducati  | 23  | +25.558   | 20        |      |
| Ret                         | 63    | Francesco Bagnaia | Ducati  | 2   | Accident  | 17        |      |
| OFFICIAL MOTOGP RACE REPORT |       |                   |         |     |           |           |      |

Nguồn: Trang chủ MotoGP

## BXH sau chặng đua
|   | Stt | Tay đua          | Điểm |
| - | --- | ---------------- | ---- |
| 1 | 1   | Joan Mir         | 121  |
| 1 | 2   | Fabio Quartararo | 115  |
| 1 | 3   | Maverick Viñales | 109  |
| 1 | 4   | Andrea Dovizioso | 106  |
|   | 5   | Takaaki Nakagami | 92   |

|   | Stt | Xưởng đua | Điểm |
| - | --- | --------- | ---- |
|   | 1   | Yamaha    | 183  |
|   | 2   | Ducati    | 160  |
| 1 | 3   | Suzuki    | 143  |
| 1 | 4   | KTM       | 130  |
|   | 5   | Honda     | 112  |

|   | Stt | Đội đua                      | Điểm |
| - | --- | ---------------------------- | ---- |
| 1 | 1   | Team Suzuki Ecstar           | 206  |
| 1 | 2   | Petronas Yamaha SRT          | 202  |
|   | 3   | Ducati Team                  | 171  |
|   | 4   | Monster Energy Yamaha MotoGP | 167  |
|   | 5   | Red Bull KTM Factory Racing  | 144  |